# José Francisco Velásquez der Ältere
José Francisco Velásquez der Ältere (* zwischen 1755 und 1760 in Caracas; † 1805 in Caracas) war ein venezolanischer Komponist. Den Beinamen „der Ältere“ (el viejo) erhielt er, um ihn von seinem gleichnamigen Sohn José Francisco Velásquez der Jüngere zu unterscheiden.

## Leben
Über Velásquez' Lebensumstände ist nur wenig bekannt. Er gilt als einer der frühesten dokumentierten Komponisten klassischer Musik in Venezuela. Hauptsächlich wurde er als Komponist von Kirchenmusik bekannt. Daneben wirkte er auch als Kapellmeister (maestro de musica) der venezolanischen Armee.

## Werke
- Adducentur
- Angelus Domini
- Ascendit Deus
- Benedicta es tu
- Bonum est confidere
- Confitebor tibi… Deus
- Desiderium animae
- Diffusa est
- Ex Sion species
- Filiae regum
- Haec dies V. Confitemini
- In die resurrectionis
- Iustus ut palma
- Laudem Domini
- Locus iste
- Misa en Re Mayor
- Misit Deus
- Multifarie olim
- Niño mío
- Nunc dimittis
- O sacrum convivium
- Pange lingua
- Sapientia aedificavit… excidit
- Stabat mater
- Tantum ergo
- Terra tremuit
- Tercera Lección de Difuntos
- Tui sunt caeli
- Venite filii
- Virgo Dei Genitrix

## Anmerkung
1. 1 2  Das Choralwiki nennt als Geburtsdatum den 15. Dezember 1755, ohne allerdings eine Quelle dafür zu nennen. Das Gleiche gilt für das Todesdatum, das hier mit dem 24. Dezember 1805 angegeben wird. An anderen Stellen wird als Geburtsjahr auch 1735 genannt.

| Personendaten    | Personendaten                        |
| ---------------- | ------------------------------------ |
| NAME             | Velásquez, José Francisco der Ältere |
| KURZBESCHREIBUNG | venezolanischer Komponist            |
| GEBURTSDATUM     | zwischen 1755 und 1760 oder 1735     |
| GEBURTSORT       | Caracas                              |
| STERBEDATUM      | 1805                                 |